# Klaus von See
Klaus von See (* 10. August 1927 in Altendorf, Niedersachsen; † 30. August 2013 in Frankfurt am Main) war ein deutscher skandinavistischer und germanistischer Mediävist, Philologe, Historiker und Rechtshistoriker. Er war Professor an der Johann Wolfgang Goethe-Universität Frankfurt am Main.

## Leben und Wirken
Klaus von See wurde als Sohn des Tierarztes Franz von See und dessen Frau Käthe, geb. Haack, in Altendorf geboren. Er studierte Germanistik, Geschichte und Kunstgeschichte an der Universität Hamburg und wurde 1953 als letzter Hamburger Doktorand des Historikers Hermann Aubin promoviert. Nach einem anschließenden Jurastudium rückte seit 1957 mit dem Antritt einer Assistentenstelle am Hamburger „Germanistischen Seminar“ sein Interesse für die germanische und speziell skandinavische Philologie in den Vordergrund.
1962 wurde von See mit der von dem Kieler Altnordisten Hans Kuhn betreuten rechtshistorisch-philologischen Arbeit Altnordische Rechtswörter. Philologische Studien zur Rechtsauffassung und Rechtsgesinnung der Germanen habilitiert. Unmittelbar danach wurde er auf eine Professur für Germanische Philologie an der Universität in Frankfurt am Main berufen, die er bis zu seiner Emeritierung 1995 innehatte.
Rufe an die Universitäten Saarbrücken 1963, Köln 1965, Kiel 1968, Bonn 1976 lehnte er ab und blieb in Frankfurt. Der durch die Bleibeverhandlungen kontinuierlich geförderte Ausbau der Nordischen Abteilung des „Deutschen Seminars“ ermöglichte 1976 die Gründung eines eigenständigen „Instituts für Skandinavistik“, dessen erster Direktor von See wurde.
Als Gesamtherausgeber des 25 Bände umfassenden Werks Neues Handbuch der Literaturwissenschaft gliederte er das Werk nicht – wie das alte von Oskar Walzel herausgegebene Handbuch – nach Nationalliteraturen, sondern nach Epochen, legte es also von vornherein komparatistisch an. Seit 1993 leitete von See das von ihm initiierte und konzipierte DFG-Langzeitprojekt „Edda-Kommentar“ (Kommentar zu den Liedern der Edda), das 2019 abgeschlossen wurde.
Er war Ritter des Dannebrogordens, Honorary Life Member der Viking Society for Northern Research in London und Träger des Ritterkreuzes des Isländischen Falkenordens.

## Schriften (Auswahl)
Monographien
- Altnordische Rechtswörter. Philologische Studien zur Rechtsauffassung und Rechtsgesinnung der Germanen (Hermaea/N.F.; Bd. 16). Niemeyer, Tübingen 1962 (Habilitationsschrift).
- Germanische Verskunst (Sammlung Metzler). Metzler, Stuttgart 1967.
- Deutsche Germanen-Ideologie. Vom Humanismus bis zur Gegenwart. Athenäum-Verlag, Frankfurt/M. 1970.
- Germanische Heldensage. Stoffe, Probleme, Methoden; eine Einführung. 2. Auflage. VG Athenaion, Wiesbaden 1981, ISBN 3-7997-7032-1 (EA Wiesbaden 1971).
- Barbar, Germane, Arier. Die Suche nach der Identität der Deutschen. Winter, Heidelberg 1994, ISBN 3-8253-0210-5.
- Kommentar zu den Liedern der Edda. Winter, Heidelberg 1997–2019 (7 Bde., zusammen mit Beatrice La Farge, Katja Schulz u. a.).
- Europa und der Norden im Mittelalter. Winter, Heidelberg 1999, ISBN 3-8253-0935-5.
- Die Göttinger Sieben. Kritik einer Legende (Beiträge zur neueren Literaturgeschichte/3; Bd. 155). 3. Auflage. Winter, Heidelberg 2000, ISBN 3-8253-1058-2 (EA Heidelberg 1997).
- Freiheit und Gemeinschaft. Völkisch-nationales Denken in Deutschland zwischen Französischer Revolution und Erstem Weltkrieg. Winter, Heidelberg 2001, ISBN 3-8253-1217-8.
- Königtum und Staat im skandinavischen Mittelalter. Winter, Heidelberg 2002, ISBN 3-8253-1378-6 (zugl. Dissertation, Universität Hamburg).
- Texte und Thesen. Streitfragen der deutschen und skandinavischen Geschichte. Winter, Heidelberg 2003, ISBN 3-8253-1433-2 (mit einem Vorwort von Julia Zernack).
- (mit Julia Zernack): Germanistik und Politik in der Zeit des Nationalsozialismus. Zwei Fallstudien: Hermann Schneider und Gustav Neckel (= Frankfurter Beiträge zur Germanistik, Bd. 42). Winter, Heidelberg 2004, ISBN 3-8253-5022-3
- Ideologie und Philologie. Aufsätze zur Kultur- und Wissenschaftsgeschichte (Frankfurter Beiträge zur Germanistik; Bd. 44). Winter, Heidelberg 2006, ISBN 3-8253-5221-8.
- Skalden. Isländische Dichter des Mittelalters. Winter, Heidelberg 2011, ISBN 3-8253-5964-6.

Herausgeberschaften
- Neues Handbuch der Literaturwissenschaft. 25 Bände. VG Athenaion, Wiesbaden 1972 ff.
- Die Strindberg-Fehde. Suhrkamp, Frankfurt am Main 1987, ISBN 3-518-38508-9.
- Victor Hehn: Olive, Wein und Feige. Kulturhistorische Skizzen. Insel-Verlag, Frankfurt am Main 1992, ISBN 3-458-33127-1.
- Heinrich Luden, Johanna Schopenhauer: Die Schlacht von Jena und die Plünderung Weimars im Oktober 1807. Winter, Heidelberg 2007, ISBN 978-3-8253-5268-4 (zusammen mit Helena Lissa Wiessner).

Übersetzungen
- Das Jütsche Recht. Valdemar II. König von Dänemark („Den jyske lov“). Böhlau, Weimar 1960 (aus dem Altdänischen übersetzt).

## Hörbücher
- Klaus von See über die Isländer und ihre Sagas in: "Die Saga-Aufnahmen (I): Die Saga von Njáll (Njáls saga) / Die Saga der Leute aus dem Lachsflusstal (Laxdæla saga)", supposé, Berlin 2011, ISBN 978-3-86385-001-2
- Klaus von See über das isländische Rechtssystem im Mittelalter in: "Die Saga-Aufnahmen (I): Die Saga von Njáll (Njáls saga) / Die Saga der Leute aus dem Lachsflusstal (Laxdæla saga)", supposé, Berlin 2011, ISBN 978-3-86385-001-2
- Klaus von See über Skaldendichtung in: "Die Saga-Aufnahmen (II): Die Saga von Egill (Egils saga) / Die Saga von Grettir (Grettis saga)", supposé, Berlin 2011, ISBN 978-3-86385-002-9